# Championnat de France de football américain 2000
Navigation
Saison 1999 Saison 2001
La saison 2000 du casque de diamant est la 19e saison du championnat de France de football américain. Elle voit le sacre du Flash de La Courneuve.
La saison régulière se joue du 29 janvier au 14 mai 2000.

## Classement général
| Qualifié en play-offs |

| Groupe A            |      |      |      |      |          |            |
| Club                | Vic. | Nuls | Déf. | %    | Pts pour | Pts contre |
| Flash La Courneuve  | 8    | 0    | 1    | .889 | 378      | 99         |
| Molosses d'Asnières | 7    | 0    | 2    | .778 | 255      | 155        |
| Argonautes d'Aix    | 4    | 0    | 5    | .444 | 185      | 174        |
| Panthers de Thonon  | 3    | 0    | 6    | .333 | 186      | 278        |

| Groupe B            |      |      |      |      |          |            |
| Club                | Vic. | Nuls | Déf. | Pts  | Pts pour | Pts contre |
| Templiers 78        | 5    | 0    | 3    | .625 | 163      | 178        |
| Spartiates d'Amiens | 2    | 0    | 6    | .250 | 113      | 213        |
| Cougars de St-Ouen  | 1    | 0    | 7    | .125 | 108      | 291        |

## Play-offs

### Wild-cards
- 28 mai 2000 : Argonautes d'Aix-en-Provence 35-7 Spartiates d'Amiens
- 28 mai 2000 : Black Panthers de Thonon 10-7 Templiers 78

### Demi-finale
- 3 juin 2000 : Flash de La Courneuve 44-26 Black Panthers de Thonon
- 4 juin 2000 : Argonautes d'Aix-en-Provence 35-14 Molosses d'Asnières

### Finale
- 17 juin 2000 au Stade René-Gaillard Flash de La Courneuve 68-35 Argonautes d'Aix-en-Provence